# Cantonul Sains-en-Gohelle
Cantonul Sains-en-Gohelle este un canton din arondismentul Lens, departamentul Pas-de-Calais, regiunea Nord-Pas-de-Calais, Franța.

## Comune
| Comune             | Populație (1999) | Cod poștal | Cod INSEE |
| ------------------ | ---------------- | ---------- | --------- |
| Aix-Noulette       | 3 836            | 62160      | 62019     |
| Bouvigny-Boyeffles | 2 439            | 62172      | 62170     |
| Gouy-Servins       | 297              | 62530      | 62380     |
| Hersin-Coupigny    | 6 498            | 62530      | 62443     |
| Sains-en-Gohelle   | 6 084            | 62114      | 62737     |
| Servins            | 882              | 62530      | 62793     |